# Alfonso Vaz de Acosta
Alfonso Vaz de Acosta, en portugués: Afonso Vaz da Costa, (Lisboa, ¿? - Ávila, 5 de abril de 1660) fue un compositor y maestro de capilla portugués activo en Badajoz y Ávila.

## Vida
Parece que Vaz de Acosta se educó en Roma, según relata Barbosa Machado en su Bibliotheca lusitana.
Las primeras noticias del maestro son de 1626, cuando fue nombrado maestro de capilla de la Catedral de Badajoz tras ganar la oposición:

Recayó la elección en otro portugués. El 12 de mayo de 1626 era nombrado maestro de capilla Alfonso Vaz de Acosta, natural de Lisboa. Por fin, entró alguna estabilidad en el magisterio pacense después de haber estado sujeto a muchos cambios durante los últimos años
Kastner, S. (1960). «La música en la Catedral de Badajoz (años 1601-1700)». Anuario Musical XV: 67.

En Badajoz su salario anual fue de 47 150 maravedís y dos cahices de trigo. La actividad del maestro impulso la vida musical de la metropolitana pacense, lo que demuestra el amplio número de composiciones que dejó en el archivo. El 24 de junio de 1636 recibió 400 reales por su sustitución del organista Juan de Alvelos, que había partido ocho meses antes.
El 2 de agosto de 1641 se dio licencia de un mes al maestro para que partiese a realizar las oposiciones al magisterio de Ávila.

Se dio licencia a Alfonso Vaz de Acosta, Maestro de Capilla desta Santa Iglesia, por un mes para ir opponerse al magisterio de la ciudad de Ávila y que si él llevare no gane desde hoy.
Kastner (1960)

Ganó las oposiciones, en las que se enfrentó a Andrés Barrea, y fue nombrado maestro de capilla de la Catedral de Ávila ese mismo 1641. Se le concedió una ayuda de 10 200 maravedís para el traslado de su casa desde Badajoz.
En Ávila su magisterio transcurrió con normalidad, dirigiendo en 1642 una capilla de 4 tiples, 3 contraltos, 3 tenores y 4 instrumentalistas, todos adultos, además del coro de infantes. Además, para esa fecha ya tenía a Gaspar de Liceras Isla como organista. Hasta 1650 la educación de los infantes era responsabilidad de Alonso García, fecha en la que Vaz de Acosta tomó las responsabilidades. Pero para 1652 había quedado claro que las enfermedades del maestro no lo permitían, por lo que volvió a quitársele la responsabilidad. Sin embargo continuó ensenándoles música —contrapunto y canto de órgano— diariamente de ocho a nueve.
A partir 1651 sufrió una serie de enfermedades en las que fue sustituido por el organista Gaspar de Liceras y el tenor Melchor Ruiz, y tras el fallecimiento de Ruiz en 1656, Liceras poco a poco se convirtió en el maestro interino de la metropolitana avilesa. A pesar de ello, Vaz de Acosta continuó componiendo para las fiestas de guardar. El 16 de febrero de 1660 suplicaba al cabildo que se le permitiera ira a morir a la casa en la que había fallecido de su cuñado, Nuño González, que le fue permitido. Finalmente falleció el 5 de abril de 1660 y se le enterró junto a su hermana, María Vaz de Acosta, en la capilla de San Ildefonso en la Catedral.

## Obra
Todavía se conservan en Badajoz el motete y el villancico que Vaz de Acosta presentó en sus ejercicios para acceder al magisterio de la catedral. En Badajoz su música fue evolucionando y modernizándose, y a pesar de que continuó usando las cornetas, el sacabuche y los bajones de acompañamiento, hacia 1635 había introducido el arpa para sus chanzonetas de Navidad.
En Ávila introdujo el arpa desde el principio y el oficio de arpista se unió al de segundo organista ara ahorrar un sueldo. Las composiciones de Vaz de Acosta debieron ser muy abundantes, ya que para las composiciones en romance no se aceptaban repeticiones de obras, ni el uso de composiciones de otras catedrales. En cambio, las obras en latín podían ser usadas en varias ocasiones durante el año litúrgico. En la catedral abulense sólo se conservan una Misa de Requiem a cinco voces y una Salve: Ave Regina Caelorum a cuatro voces.
La mayor parte de su obra policoral se encuentra en El Escorial, donde se hallan 6 misas, 4 magnificats, 13 salmos y vísperas. También había composiciones suyas en la biblioteca de Juan IV de Portugal, como la pieza sacramental No es bueno Gil, que en la cierra, que desaparecieron con la biblioteca durante el terremoto de Lisboa de 1755.